# Tumi Morake
Tumi Morake es una comediante, actriz y escritora sudafricana.
En 2018, se convirtió en la primera africana en tener su propio set en Netflix. También es conocida por ser la primera mujer en presentar Comedy Central Presents en África.

## Biografía
Morake nació el 22 de diciembre de 1981 en el Estado Libre. Se mudó a Gauteng en el año 2000 y allí estudió Drama en Wits University.

## Carrera profesional
En julio de 2005, se unió a la industria de la comedia. Trabajó en Parker Leisure Management y es conocida por realizar presentaciones regulares en Johannesburgo y Pretoria. Algunos festivales de comedia en los que ha actuado incluyen; Comedia Jam de pesos pesados, Solo negros, Have a Heart, Just because Comedy Festival, The Tshwane Comedy Festival, The Lifestyle SA Festival y Old Mutual Comedy Encounters. Ha presentado programas como Our Perfect Wedding, Red Cake y WTFTumi (su programa de entrevistas).

## Filmografía
Ha protagonizado distintas películas y programas de televisión, que incluyen:
- Skin
- Kota Life Crisis
- Soul Buddyz
- Izoso Connexion
- High Rollers
- Laugh Out Loud
- Rockville
- Soul Buddyz
- The Queen
- The Bantu Hour
- Seriously Single[7]
- Tumi or Not Tumi (Netflix)

## Obras
- Es autora de un libro titulado And Then Mama Said.[8][9]

## Premios y reconocimientos
- Fue nombrada como uno de los íconos de la provincia de Free State[6]
- 2012- Galardonada como Artista del año en el premio Speakers of Note de 2012[6]
- 2013 - Recibió el premio Mboko Women in the Arts a la excelencia en la comedia 2013[6]
- 2016 - Ganó la categoría de mejor comediante de los premios YOU [10]
- Ganó los premios Savanna Comic Choice Awards como cómica del año[10][11]

## Vida personal
Está casada con Mpho Osei Tutu, un compañero actor sudafricano y es madre de tres hijos.